# John Antony Cramer
Pour les articles homonymes, voir Cramer.
John Antony Cramer (Mitlödi, 1793-Scarborough, 24 août 1848), est un philologue britannique.

## Biographie
Il fait ses études à la Westminster School puis à Christ Church et demeure à Oxford jusqu’en 1844 où il occupe une chaire d'histoire moderne à l'université.

## Œuvres
- A Dissertation on the Passage of Hannibal over the Alps, avec Henry Lewis Wickham, 1820
- Geographical and historical descriptions of Ancient Italy, 1826
- Ancient Greece, 1828
- Asia Minor, 1832
- Travels of Nicander Nucius of Corcyra traveller of the 16th century in England, 1841
- Catenae Graecorum Patrum in Novum Testamentum, 1838–1844
- Anecdota Graeca e codd. manuscriptis bibliothecarum oxoniensium, 4 vols, 1835-1837
- Anecdota Graeca (d'après les manuscrits de la bibliothèque royale de France à Paris), 4 vols, 1839–1841